# Villacarrillo
Villacarrillo is een gemeente in de Spaanse provincie Jaén in de regio Andalusië met een oppervlakte van 240 km2. Villacarrillo telt 11.000 inwoners (1 januari 2016).

## Demografische ontwikkeling
Bron: INE; 1857-2011: volkstellingen
Opm.: Tussen 1950 en 1970 daalde het bevolkingscijfer sterk door emigratie